# Inquérito dos Portos
Inquérito dos Portos refere-se a um inquérito policial sob responsabilidade da Polícia Federal do Brasil que investiga o suposto favorecimento de empresas ligadas ao setor portuário por um decreto assinado pelo presidente Michel Temer, que prorrogou de contratos de concessão no Porto de Santos. A empresa Rodrimar teria sido a principal beneficiada com a edição do decreto por Temer que, segundo os investigadores, foi editado em troca de pagamento de suborno ao presidente e seus principais aliados. Pela primeira vez na história do país um presidente da República, em exercício do mandato, tem seus dados bancários quebrados como resultado de um inquérito. Além disso, a investigação resultaria na Operação Skala, que prendeu temporariamente aliados e amigos do presidente e empresários do setor portuário. O ministro do Supremo Tribunal Federal Luís Roberto Barroso é o relator do caso. O inquérito foi concluído no dia 16 de outubro de 2018, resultando no indiciamento de onze pessoas, incluindo Michel Temer e sua filha Maristela, em pedidos de sequestro e bloqueio de bens de todos os indiciados e pedidos de prisão preventiva de quatro deles. O relator encaminhou o inquérito à Procuradoria-Geral da República para se manifestar no prazo de 15 dias.

## Antecedentes
Durante as investigações da Operação Patmos e do caso da JBS, telefonemas interceptados no dia 4 de maio de 2017 com autorização judicial mostraram auxiliares do presidente Michel Temer conversando sobre a alteração das regras para a concessão de exploração de portos, entre eles, o ex-deputado Rodrigo Rocha Loures. Rocha Loures aparece em uma conversa com Gustavo Rocha, subchefe para Assuntos Jurídicos da Casa Civil, defendendo interesses de empresas ligadas ao setor portuário brasileiro. O texto do Decreto nº 9.048/2017, assinado dias depois, permitiu que as concessões para exploração dos portos fossem prorrogadas de 25 anos para 35 anos, até o limite de 70 anos, sem licitação. Isso beneficiaria a Rodrimar, que já havia sido citada anteriormente em um outro inquérito envolvendo Temer onde ele foi investigado por suspeita de participar de um esquema de corrupção que envolvia concessionárias do Porto de Santos.
O inquérito anterior foi iniciado pela Polícia Federal em 2004, depois que os delegados receberam uma cópia de uma ação na qual a ex-esposa do empresário Marcelo de Azeredo (que presidiu a Companhia Docas do Estado de São Paulo, a empresa estatal que administra o Porto de Santos, entre 1995 e 1998) solicitava pensão alimentícia e parte dos bens do ex-marido, o acusando de comandar um esquema de corrupção no porto juntamente com o então deputado federal Michel Temer e o coronel João Batista Lima Filho, amigo de Temer e sócio da empresa Argeplan. O relator do caso foi o ministro Marco Aurélio Mello que em abril de 2011 decidiu arquivar a investigação contra Temer.
Em sua colaboração premiada à Operação Lava Jato, o delator Lúcio Funaro, que é apontado como operador do PMDB na Câmara, já havia relacionado Temer, Eduardo Cunha, Henrique Eduardo Alves, o Grupo Libra e a empresa Rodrimar em um esquema de corrupção no setor portuário.
Funaro declarou que Michel Temer tem negócios com a Rodrimar e por isso o ex-deputado Eduardo Cunha articulou, a pedido de Temer, a aprovação em maio de 2013 da Medida Provisória dos Portos (MP 595/13) para defender interesses de grupos ligados a ambos. Também de acordo com o delator: "essa MP foi feita para a reforma do setor portuário e ela ia trazer um grande prejuízo para o grupo Libra, que é um grupo aliado de Cunha e, por consequência, de Michel Temer porque é um dos doadores, dos grandes doadores das campanhas do Michel Temer. E o Eduardo me narrou que na época o Michel pediu a ele: ‘ó, tem que fazer isso, tem que fazer isso, cuidar disso', para que o negócio não saísse do controle".

## Inquérito
Em junho de 2017 o então procurador-geral da República, Rodrigo Janot, solicitou abertura de um novo inquérito para investigar Temer e também Rodrigo Rocha Loures. O pedido de abertura do inquérito foi inicialmente remetido ao ministro Edson Fachin que decidiu que o caso deveria ser redistribuído a outro integrante do Supremo Tribunal por não ter relação com o inquérito surgido a partir das delações da JBS, dessa forma o ministro Luís Roberto Barroso tornaria-se o relator do caso. Em setembro, Barroso determinou a abertura do inquérito com base nas delações dos executivos do grupo JBS para investigar o presidente da República, por suspeita de corrupção e lavagem de dinheiro na edição do decreto.
No dia 27 de fevereiro, Barroso determina a quebra dos sigilos bancários de Temer abrangendo o período de 2013 a 2017, além do ex-deputado Rodrigo Rocha Loures e do coronel João Baptista Lima.
Em 24 de março de 2018 Barroso autorizou o envio, ao Ministério Público Federal, da cópia das investigações anteriores arquivadas em 2011 sobre as supostas irregularidades no Porto de Santos. Para os investigadores o acesso ao inquérito antigo poderia ajudar a atual investigação uma vez que as mesmas pessoas que foram alvo do inquérito anterior são investigadas atualmente.
Além das informações do inquérito arquivado em 2011, a investigação passou a contar também com um relatório do Tribunal de Contas da União (TCU) que apontou que há "fortes indícios de ilegalidade" no Decreto dos Portos e que o mesmo poderia ser inconstitucional.
O inquérito foi concluído no dia 16 de outubro de 2018, resultando no indiciamento de onze pessoas, incluindo Michel Temer e sua filha Maristela, em pedidos de sequestro e bloqueio de bens de todos os indiciados e pedidos de prisão preventiva de quatro deles. O relator encaminhou o inquérito à Procuradoria-Geral da República para se manifestar no prazo de 15 dias.

## Queda de Segovia
No dia 9 de fevereiro de 2018 Fernando Segovia, diretor-geral da Polícia Federal nomeado por Temer em 20 de novembro de 2017, afirmou em entrevista à agência Reuters  que, no inquérito, não foram encontrados indícios de crime por parte de Temer e que a Polícia Federal pediria o arquivamento das investigações. As declarações de Segovia causaram intensa repercussão negativa e o ministro Barroso intimou o diretor-geral para prestar explicações. Posteriormente, a procuradora-geral da República, Raquel Dodge, solicitaria ao Supremo Tribunal Federal para que emitisse uma ordem judicial impedindo Segovia de "qualquer ato de ingerência" sobre o inquérito sob pena de afastamento do cargo.
O Ministério da Segurança Pública, sob Raul Jungmann, acabaria demitindo Fernando Segovia em 27 de fevereiro, menos de quatro meses depois da nomeação.

## Operação Skala
Em 29 de março de 2018 foi deflagrada a Operação Skala pela Polícia Federal com o propósito de coletar provas para o Inquérito dos Portos. Além de vinte mandatos de busca e apreensão, foram expedidos treze mandados de prisão temporária, entre eles para:
- José Yunes, advogado, amigo e ex-assessor de Temer, apontado pelo delator Lúcio Funaro como o responsável por administrar os subornos supostamente pagos ao presidente;
- João Baptista Lima, coronel reformado da Polícia Militar de São Paulo e amigo de longa data de Temer; apontado como seu "laranja";[19]
- Wagner Rossi, ex-deputado e ex-ministro, apadrinhado de Temer e ex-presidente da Companhia Docas do Estado de São Paulo, que administra o Porto de Santos.[20]
- Antônio Celso Greco, empresário e dono da Rodrimar.
- Celina Torrealba, uma das donas do Grupo Libra, outra concessionária do Porto de Santos.

Ao autorizar a Operação Skala o ministro Barroso apontou que há "indícios que demonstram a possibilidade de se estar diante de um esquema contínuo de concessão de benefícios públicos em troca de recursos privados, para fins pessoais e eleitorais, que persistiria por mais de 20 anos no setor de portos, vindo até os dias ele hoje".

## Absolvições
O ex-presidente Michel Temer, principal investigado, foi absolvido. Também foram absolvidos o ex-deputado Rodrigo da Rocha Loures (MDB), o coronel João Baptista Lima, que era apontado como operador financeiro do ex-presidente, e os empresários Antonio Celso Grecco, Carlos Alberto Costa e Ricardo Mesquita.